# 狂気日食
「狂気日食」（きょうきにっしょく、原題: Eclipse）は、イギリスのプログレッシブ・ロックバンドであるピンク・フロイドの1973年のアルバム『狂気』の10番目で最後の曲である。ロジャー・ウォーターズが作詞とリードボーカルを務め、デヴィッド・ギルモアとリック・ライトによるコーラスで構成される。ウォーターズがバンドを去った後は、ギルモアがライブで演奏時にリードボーカルを歌った。
アルバムでは前曲の「狂人は心に」から途切れることなくこの曲に移るため、これら2つの曲はラジオでは1つのトラックとして一緒に再生されることがよくある（一部のDJはこの結合されたトラックを「The Dark  Side of the Moon」と呼んでいるという）。トラックの終わりは、アルバムの最初のトラック「Speak to Me」のオープニングと同じ、フェードする心拍音でできている。

## 構成
この曲はアルバムのエンディングを務め、大音量で反復的なメロディーが構築されたのち、とても静かなアウトロによって終わる特徴的な曲である。メインの演奏が1:30に終了すると、最初のトラックの「Speak to Me」で流れた心拍音のフェードアウトによってアルバムが締めくくられる。
この曲は4小節のコード進行の繰り返しで構成されている。D、D / C、B♭maj7、およびA7sus4からのA7へ帰結する。ベースラインは下降するテトラコルドである。
デヴィッド・ギルモアは、リズムギターの2つのトラックを録音し、アルペジオを演奏している。そのうち、1つは開放弦によるコードのポジションであり、もう1つは10フレットあたりで押さえた高音のコードである。低音のギターのパートでは、B♭maj7コードの間に開放弦のG弦とE弦の音が含まれている。それらはコードの中で6度の音と不協和音の4度の音となる。女声のバックシンガーのカルテットは、ロジャー・ウォーターズの歌詞の勢いが増すにつれて、パートを変え音量を上げている。コード進行の最後の繰り返しで、B♭maj7はDメジャーのクライマックスに直接つながり、「明るい」効果（ピカルディの三度として知られている）をもたらす。これは前述の、B♭maj7でのDマイナーの解釈がメジャーコードにシフトしている。
ウォーターズは、作品全体が「未完成」であると感じたことから、「狂人は心に」/「狂気日食」の終わりの部分の歌詞を書いた。曲の最後に歌われる言葉、そして実際にアルバム『狂気』では、「そして太陽の下のすべては調和しているが、太陽は月に覆われている（"and everything under the sun is in tune, but the sun is eclipsed by the moon."）」と訴えかけられる。ウォーターズは、これらの言葉の意味と曲全体について、次のように説明している。
「謎かけをしているわけではなく、このアルバムでは太陽と月を次のようなシンボルとして用いている。光と闇、幸運と不運、生命の力と死の力。人生における良い事柄は我々が手にするためにあるということはとても単純であるが、何かしら悪い力によってそれが妨げられることもあるというのだと思っている。この曲は聴き手に対して、何かしら悪い力に影響を受けており、それに気を揉んでいるのであれば、私も全く同じように感じているということを伝えている。聴き手であるあなたたちが悪い感情や衝動を抱くことがあるというのは私も同様である。そのようなあなたに直接つながることができる一つの方法は、そのような悪い感情を時には抱くことがあるという事実を共有することである。『月の裏側で会おう（'I'll see you on the dark side of the moon'）』という言葉でそのことを示している」
EMIレコーディング・スタジオのドアマンであるジェリー・オドリスコルによる話し声が、1：37に聞こえる。その台詞では、「『月の暗い面』とは何か」という質問に対して「本当は、月には暗い面というものはない。実際のところ、月はすべてが暗い。明るく見えるのは太陽だけだ」と答えている。
ビートルズの曲「Ticket to Ride」のホリーリッジ・ストリングスによるオーケストラバージョンのセクションが、曲の最後でかすかに聞こえる。これは意図されたものではなかった。ジェリー・オドリスコルの話し声が録音されていたとき、その演奏がEMIレコーディング・スタジオで再生されていたからである。この部分は、1983年の日本のブラックトライアングルCDには含まれていない。心拍の音声をペーストすることで、オーケストラの「Ticket to Ride」を削除し、新しいエンディングとしてフェードアウトするようになっている。

## 曲が使用された場所
2004年3月10日、この曲は火星探査機のオポチュニティを起動させるときに使用された。火星の衛星フォボスの通過が認められ選ばれた 。ピンク・フロイドの曲が宇宙で演奏されたのはこれが初めてではなかった。ロシアの宇宙飛行士がソユーズTM-7に搭載された『光〜PERFECT LIVE!』のコピーを持って行き再生をした。これが宇宙でピンク・フロイドが再生された最初のアルバムとなった。
2012年ロンドンオリンピックの開会式では、トーチの灯火に続いて曲が再生され、巨大な花火とイギリスのオリンピック選手のフォトモンタージュが添えられた。
映画音楽作曲家のハンス・ジマーによるリミックス版が、2020年9月9日に公開された映画『DUNE』の最初の予告編で使用された。
この曲は『エコーズ：啓示』に入れられることが検討されたが、最終的には却下となった。

## 参加メンバー
- ロジャー・ウォーターズ –ベースギター、リードボーカル
- デヴィッド・ギルモア–エレキギター、バックボーカル
- リチャード・ライト–ハモンドオルガン、バックボーカル
- ニック・メイスン –ドラム、バスドラム、テープエフェクト

追加メンバー
- Lesley Duncan –バックボーカル
- ドリス・トロイ–バックボーカル
- バリー・セント・ジョン–バックボーカル
- Liza Strike –バックボーカル